# المرأة التي ركضت مع الذئآب: أساطير وقصص المرأة الجامحة النموذجية
المرأة التي ركضت مع الذئآب: أساطير وقصص المرأة الجامحة النموذجية هو كتاب يعتمد على التحليل اليونغي، للمؤلفة والشاعرة الحاصلة على درجة الدكتوراة (كلاريسا بينكولا إيستيس)، صدر في عام 1992م من قِبل دار النشر الكبيرة (بلانتاين بوكس)، وقد أمضى 145 أسبوعاً في (قائمة الأفضل مبيعاً لنيويورك تايمز) على مدى ثلاث سنوات، وهو رقمٌ قياسي في ذلك الوقت. فازت إيستيس بجائزة (لاس بريميراس) من مؤسسة النساء الأمريكيات اللاتينيات لكونها أول لاتينية في قائمة الأفضل مبيعاً (لنيويورك تايمز). كذلك ظهر الكتاب في قوائم أخرى من نفس النوع بما في ذلك: يو إس إيه توداي، Publishers Weekly و Library Journa.
كانت (إيستيس) تُنتج أشرطة صوتية رائجة عن قصصها وأبحاثها وقد اقترح عليها الناشرون أن تقوم بتحويلهم إلى كتاب. في كتاب المرأة التي ركضت مع الذئآب، إيستيس تُحلل الأساطير، القصص الخيالية، الحكايات الشعبية و قصص من ثقافات مختلفة للكشف عن الشكل النموذجي للمرأة الجامحة في النفس الأنثوية، ترتبط فكرة الشكل النموذجي بعمل (كارل يونغ).